# Omne datum optimum
Omne Datum Optimum was een pauselijke bul, uitgevaardigd in 1139 door paus Innocentius II, waarin de Orde van de Tempeliers werd goedgekeurd en pauselijke bescherming kreeg. Alle veroverde bezittingen van de moslims vielen ten deel aan de orde, die tevens werd vrijgesteld van het betalen van belastingen.
Op deze bul volgden nog de bullen
- Milites Templi uit 1144
- Militia Dei uit 1145

Hiermee kregen de tempeliers een bijzondere status binnen de kerk, waardoor zij eigen kerken mochten bouwen en belastingen innen in hun gebied.
Aan het begin van de 14e eeuw keerde het tij inzake de tempeliers. Door middel van diverse bullen werden de tempeliers bestreden:
- Pastoralis praeeminentiae, oproep tot arrestatie
- Vox in excelso, verbod op lidmaatschap tempeliers